# F. W. Hildebrandt
F.W. Hildebrandt é citado por Sigmund Freud em seu livro "A Interpretação dos Sonhos". Pouco material sobre esse autor está disponível na internet (pelo menos na superfície), porém é notável sua importância na obra freudiana.

## Obras do Autor
1. Der Traum und seine Verwertung furs Leben (Leipzig, 1875)[2]